# Dypterygia juncta
Dypterygia juncta är en fjärilsart som beskrevs av Barend J. Lempke 1949. Dypterygia juncta ingår i släktet Dypterygia och familjen nattflyn. Inga underarter finns listade i Catalogue of Life.